# Salaberg (Gemeinde Haag)
Salaberg ist ein Ort und eine Katastralgemeinde in der Stadtgemeinde Haag im Bezirk Amstetten, Niederösterreich.
Die Rotte, die bis 2019 auch eine Ortschaft bildete, befindet sich im niederösterreichischen Alpenvorland, im Westen des Mostviertels und  südlich von Haag. Am 1. Jänner 2019 zählte der Ort 327 Einwohner.

## Geschichte
Laut Adressbuch von Österreich waren im Jahr 1938 in Salaberg zwei Bäcker, drei Gastwirte, zwei Schuster und einige Landwirte ansässig.

## Sehenswürdigkeiten
- Schloss Salaberg, ein Renaissanceschloss mit barocker Gartenanlage
- Tierpark Stadt Haag, Tierpark im Park von Schloss Salaberg